# بحيرة أسبرن
بحيرة أسبرن هي بحيرة تقع في بلدية أريمارك في مقاطعة أوستفولد،النرويج.